# Pozemka šišková
Pozemka šišková (Gastrodes abietum), nebo též ploštička šišková, je ploštice z čeledi pozemkovití.

## Popis
Pozemka šišková dosahuje délky 5,9 až 7,2 milimetrů. Od příbuzné pozemky ploché (Gastrodes grossipes) ji lze odlišit podle bledě zbarvených stran předohrudě, nebo prvního dílu tykadla, který nepřesahuje přes úroveň hlavy.

## Rozšíření a stanoviště
Druh se vyskytuje v Evropě od severního okraje Středozemního moře až po polární kruh – směrem na východ až po Sibiř. Široce rozšířen je zejména ve střední Evropě. Nevyskytuje se naopak v západní Evropě, kterou ovlivňuje Atlantik.
Obývá nízká horská pásma a v Alpách i hranice lesů.

## Způsob života
Pozemky využívají jako hostitelské rostliny různé jehličnany. Ve střední Evropě je nejvýznamnějším hostitelským druhem smrk ztepilý (Picea abies). Dále to mohou být jedle (Abies), borovice (Pinus), modříny (Larix), douglasky (Pseudotsuga) a cypřiše (Cupressaceae).
Pozemky žijí v předloňských zdřevnatělých šiškách jehličnanů, kde sají semena a přezimují. Bezpečí šišky neopustí ani v případě, když spadne na zem. Vzácně se mohou ukázat třeba ještě pod stromovou kůrou. Nymfy sají i jehličí stromů a vydávají se za ním hlavně v noci. Někdy také hibernují.
V květnu samičky kladou vajíčka do vnitřní strany starých šišek. Dospělci nové generace se objevují od července nebo srpna, vzácněji i dříve.